# 2024년 파푸아뉴기니 지진
2024년 파푸아뉴기니 지진은 2024년 3월 24일 파푸아뉴기니의 동세픽주 내륙에서 발생한 규모 Mw6.9의 지진이다. 이 지진으로 5명이 사망하고 2명이 부상을 입는 피해가 발생했다.

## 지질학적 환경
뉴기니섬은 오스트레일리아판과 태평양판이 충돌하는 복잡한 충돌지대 위에 얹여 있다. 뉴기니섬 전반이 이런 환경에서 특히 파푸아뉴기니 북부의 활성 지각은 후온-피니스테레스산맥 열도 암층과 오스트레일리아 대륙사면이 서로 지속적으로 충돌하면서 큰 영향을 받는다. 전반적으로 압축대는 2개의 충상단층 지대로 묶을 수 있는데, 하나는 후온-피니스테레스 암층의 서남부 경계를 이루는 라무-마르캄 단층대와, 이보다 더 서남쪽에서 오스트레일리아 대륙사면을 변형시키는 고지충상단층이 있다. 라무-마르캄 충상단층대의 분기단층들은 여러 개의 주향이동단층으로 나눠져 있다. 이 단층들의 방향이 충상단층과 평행한데 즉 이런 분기단층들도 전부 후온-피니스테레스 암반의 왜곡 응력을 받고 있음을 뜻한다. 파푸아뉴기니 북부의 지진 활동의 절대다수가 이 라무-마르캄 단층대에서 일어나며 기타 주향이동단층과 고지충상단층에서는 그보다는 매우 적게 지진이 일어난다.
2023년 4월에는 이번 지진이 발생한 진앙에서 동남쪽으로 약 21 km 떨어진 지역에서 규모 M7.1의 지진이 발생해 8명이 사망하고 다수가 부상을 입는 피해가 발생했다.

## 지진
본진은 파푸아뉴기니 표준시(PGT) 기준 오전 6시 22분 4초(20:22 UTC)에 발생했으며 진앙은 암분티에서 동북동쪽으로 38 km, 참브리호에서 북쪽으로 약 4 km 떨어진 지점이다. 진원 깊이는 40.2 km로 측정되었다. 최대 수정 메르칼리 진도 계급은 VIII이며 미국 지질조사국(USGS)의 PAGER 서비스에 따르면 최대진도 V-VI의 강한 진동을 느낀 사람은 동세픽주와 산다운주의 436,000명에 달했다. 지진의 흔들림은 마당주와 동부하일랜즈주의 고로카에서도 느껴졌다.

## 피해
이번 지진으로 5명이 사망하고 2명이 부상을 입었으며 진앙 인근의 주택 1,000채 이상이 붕괴되었다. 동세픽주의 경찰국장 크리스토퍼 타마리는 응급 구조대가 외딴 지역에 도착하여 상황을 확인할 경우 사망자수가 더 늘어날 수도 있다고 경고했다. 사망자 중 2명은 안고람 마을에서, 가위 마을에서 1명이 발생했다. 또한 진앙 인근의 외딴 마을들에서 확인되진 않았으나 더 많은 사망자를 확인했다는 소식도 전해졌다. 지진 발생 당시 동세픽주 지역은 세픽강을 따라 발생한 심각한 홍수의 영향으로 지진의 피해와 그 사상자가 더욱 많아졌다. 지역의 대부분 집은 나무와 초가지붕으로 지어졌다. 일부 지역은 당시 홍수로 성인 남성의 가슴 높이까지 침수되어서 지진이 발생했을 당시 많은 주민들이 대비할 틈이 없었다. 지진 당시 큰 홍수가 발생했던 소트메리 마을에서는 마을에 있던 주택 45채가 전부 무너졌고, 홍수로 주택이 무너져 그 잔해에 깔려 3세 어린이가 사망했다. 인근의 코로구 마을에서는 주택 50채가 전부 붕괴되었다. 물에 있던 어부들은 지진이 발생했을 때 강에 파도가 겹겹히 쌓여 덮치는 장면을 목격했다고 말했다.
안고람구의 카마니빗 마을에서는 주택 39채가 붕괴되었고 홍수까지 겹쳐 물에 잠겼고, 인근의 지킨눔부 마을에서는 주택 11채가 붕괴되어 7세 소녀와 어머니가 사망했다. 옌지만구아 마을에서는 주택 7채가 붕괴되고 니아우란게 마을에서는 홍수가 덮쳤던 가옥 8채가 붕괴되었다. 마프리크구에서는 마프리크 마을에서 사상자 6명이, 얀고루 마을에서 사상자 2명이 보고되었다. 마프리크구의 고등학교도 피해를 입었고, 웨와크에서는 지진으로 보람 종합병원에 있던 산소통 2개가 폭발했다. 마을과 파푸아뉴기니 방위군의 주둔지인 모엠 막사를 잇는 다리도 지진으로 무너졌다. 동세픽주의 주지사 알란 비르드는 지진으로 "주 대부분 지역이 큰 피해를 입었으며", 가장 큰 피해를 입은 지역은 세픽강 강변과 습지 지대인 안고람구, 워세라-가위구, 암분티-드레이키키에르구라고 말했다.

## 여파와 반응
3월 25일 앞선 홍수와 지진의 영향으로 동세픽주는 비상사태를 선포했다. 지방 정부는 구호 기금으로 20만 키나를, 나중에 500만 키나를 긴급 편성한다고 발표했다. 파푸아뉴기니의 총리 제임스 마라페는 연방정부가 재난 구호를 위해 5억 키나(미화 1억 3,200만 달러)를 편성한다고 발표했다. 모엠 막사에 주둔한 파푸아뉴기니 방위군 왕립 태평양 제도 연대 제2대대는 국방부로부터 재난 구호를 위해 군 자산을 동원하라는 명령을 받았다. 구호 작전을 지원하기 위해 동원된 민수 헬리콥터와 군사 헬리콥터가 전부 웨와크로 집결했다. 비르드 주지사는 포트모르즈비 주재 미 대사관에 5천개의 정수 필터와 양동이를 전달해 달라고 지원을 요청했다. 사마리탄 항공도 피해를 입은 지역에 지원을 제공했다.

## 같이 보기
- 2024년 지진
- 파푸아뉴기니의 지진 목록
- 2002년 산다운 지진